# Bassapur (D), Sindhnur
Bassapur (D) là một làng thuộc tehsil Sindhnur, huyện Raichur, bang Karnataka, Ấn Độ.